# Oberösterreich
Oberösterreich ist ein Land der Republik Österreich. Die Landeshauptstadt ist Linz. Oberösterreich ist mit 11.982 Quadratkilometern flächenmäßig das viertgrößte und mit rund 1,5 Millionen Einwohnern bevölkerungsmäßig das drittgrößte Bundesland. Es grenzt an Bayern (Deutschland), Südböhmen (Tschechien) sowie innerösterreichisch an Niederösterreich, die Steiermark und das Land Salzburg. Der Name des Landes leitet sich vom Namen des Vorgängerterritoriums ab, des Erzherzogtums Österreich ob der Enns, eines der habsburgischen Erblande.

## Geologie und Geographie

### Granit- und Gneishochland
Nördlich des Donautales und im Sauwald befindet sich die Böhmische Masse (auch Böhmisches Massiv), die geologisch älteste Landschaft Österreichs. Sie ist ein altes Faltengebirge und besteht im westlichen Teil aus dem Moldanubikum, im östlichen Teil (außerhalb von Oberösterreich) aus dem Moravikum. Die Böhmische Masse stellt den Sockel eines abgetragenen, einstigen Hochgebirges (Grundgebirge genannt) dar, das im Zuge der Variszischen Orogenese (Gebirgsbildung) im Paläozoikum entstand. Weitere Reste dieser Gebirgsbildung in Mitteleuropa sind die deutschen Mittelgebirge. Es dominieren saure Plutonite wie Granite und metamorphe Gesteine wie Gneise. Das an sich zur Gänze abgetragene Gebirge wurde vermutlich im Zuge der alpidischen Gebirgsbildung in Schollen gebrochen und etwas gehoben, wodurch seine heutige Topographie eines Hügellandes resultiert (Rumpflandschaft).

### Oberösterreichische Alpen
Südlich der variszischen Gebirgskette erstreckte sich damals die Tethys, die beim Auseinanderdriften der Kontinentalplatten gegen Ende des Paläozoikums immer größer wurde. Unter tropischen bzw. subtropischen Bedingungen wurden hier während des Mesozoikums jene Sedimente abgelagert, die dann später bei der alpidischen Gebirgsbildung, die gegen Ende der Kreide einsetzte, überschoben und nach Norden transportiert wurden. So entstanden die Süd-Nord-Abfolge von Decken, die nördlichen Kalkalpen, die Flyschzone und die Subalpine Molasse, wobei auch noch Reste der Helvetischen Decke erhalten sind. Der in der Trias in der Tethys entstandene Kalk ist reich an Fossilien, die man heute besonders im Dachsteingebirge und um Hallstatt findet. Besondere Fundorte für Ammoniten sind die Berge um Gosau, westlich des Dachsteins.
Während sich die Alpen zunächst als Inselkette aus der Tethys erhoben und immer weiter anwuchsen, setzte zur selben Zeit bereits der Abtragungsprozess des jungen Gebirges ein, der jedoch das Maß der Hebung nicht ausgleichen konnte.

### Molassezone
Zwischen diesen beiden sehr unterschiedlichen Gebirgen befindet sich eine Sedimentationszone, die durch die Ablagerungen der Erosion in den Alpen entstanden ist, die sogenannte Titenzone.
Das nach Norden hin transportierte Material der Abtragung wurde zunächst in den flachen und immer schmaler werdenden Arm der Tethys zwischen den Alpen im Süden und dem Kontinent im Norden abgelagert (Molassebecken). So wurde bei gleichzeitig andauernder Hebung der Alpen und nordwärts gerichteter Bewegung der afrikanischen Platte der Meeresarm zugeschüttet (Süßwassermolasse) und es entstand das heutige Bild der geologischen Dreiteilung Oberösterreichs in die Böhmische Masse, das Tertiärhügelland als Ablagerungsgebiet für die klastischen Sedimente der alpinen Erosion in der Mitte und den Nördlichen Kalkalpen im Süden.

### Eiszeitliche Überprägung
Der unserem heutigen Zeitalter, dem Holozän, vorangegangene Teil der Erdgeschichte, das Pleistozän oder Eiszeitalter, hat das heutige Landschaftsbild Oberösterreichs in den Alpen und im Alpenvorland am deutlichsten geprägt. Es war dies die Zeit der bis heute letzten großen Vereisungsphase in den Alpen, in welcher das Gebirge zu den größten Teilen von Eismassen bedeckt war, die mit gewaltigen Gletscherzungen weit ins Vorland hinaus vorstießen. Neben dem Traungletscher stieß der Salzachgletscher ins heutige Oberösterreich vor und übertraf diesen an Größe beträchtlich. Gespeist von den Eismassen der Zentralalpen wälzte sich der Gletscher mindestens viermal (so die klassische Quartärstratigraphie) durch das Salzachtal und das Salzburger Becken nach Norden, um sich dann in ein verzweigtes, fächerförmiges System an Seitengletschern auszubreiten. Während Hausruck und Kobernaußerwald nördlich der Traun nicht erodiert wurden, sind die benachbarten Regionen im Salzburger und dem Südinnviertler Seengebiet vom Salzachgletscher überfahren worden.

### Flora und Fauna, Naturschutzgebiete

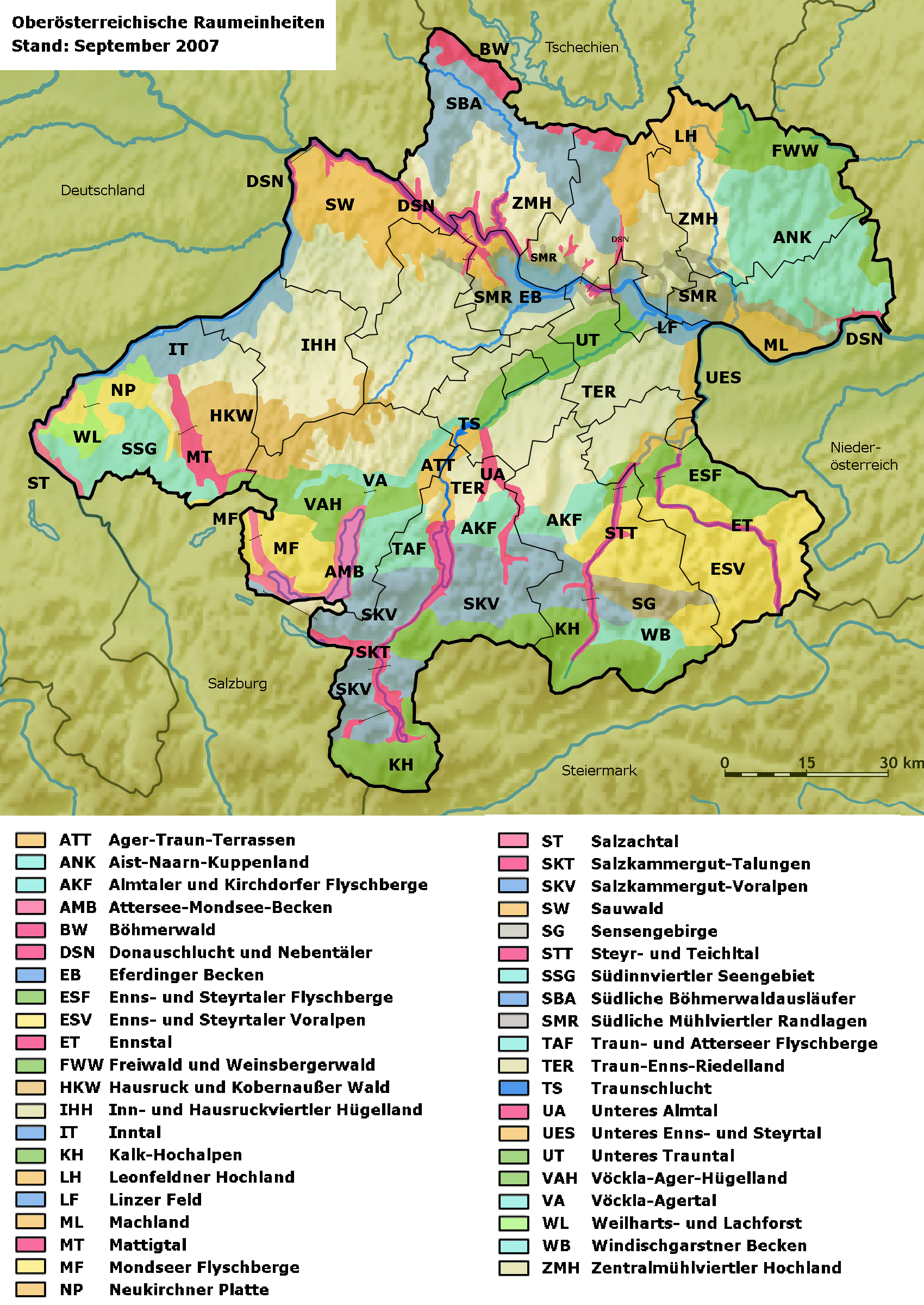
Die 41 Raumeinheiten Oberösterreichs (Natur und Landschaft)

Durch die Gliederung in Höhenstufen (von 239 bis 2995 Meter) sowie in die drei biogeographischen Regionen (Böhmische Masse, klimatisch begünstigter Zentralraum und Kalkalpen) beherbergt Oberösterreich eine für mitteleuropäische Verhältnisse artenreiche Flora von etwa 1800 Gefäßpflanzen. Wie überall in Mitteleuropa sind weite Teile der Landschaft stark durch den Menschen geprägt. Für den Erhalt von natürlichen und naturnahen Lebensräumen befinden sich in Oberösterreich
- 156 Schutzgebiete in Natur- und Landschaftsschutz,
  - davon 24 Europaschutzgebiete (Natura-2000-Gebiete und andere, teils überlappend mit den 164 landesrechtlichen Gebieten),
  - der Nationalpark Kalkalpen,
  - 109 Naturschutzgebiete,
  - 16 Landschaftsschutzgebiete (darunter 2 Naturparks),
  - 7 geschützte Landschaftsteile,[7]
  - und 562 Naturdenkmale.[8]

In Oberösterreich wurden in freier Natur bisher 75 Arten von Säugetieren festgestellt. Davon sind Manguste und Nutria Gefangenschaftsflüchtlinge; Mufflon und Alpenmurmeltier wurden ausgesetzt. In den letzten 100 Jahren wurden im Gebiet 361 Vogelarten nachgewiesen, viele jedoch nur ein einziges Mal. 163 Vogelarten brüten in Oberösterreich. Des Weiteren wird das Gebiet von sieben Arten von Schwanzlurchen, zwölf Froschlurcharten und elf unterschiedlichen Arten von Reptilien als Lebensraum bewohnt.

### Großlandschaften
Oberösterreich hat Anteil an drei großen Naturräumen. Von Norden nach Süden findet man in Oberösterreich eine geologisch-landschaftliche Dreiteilung, die sich westlich bis nach Bayern einerseits und östlich bis nach Niederösterreich andererseits fortsetzt.
- Das Mühlviertel nördlich der Donau und vier Abschnitte südlich des Stromes gehören zum Granit- und Gneishochland (Böhmische Masse) und ist eine typische Mittelgebirgslandschaft mit nordwärts zunehmenden Höhen. In der Nähe der Nordwestgrenze Oberösterreichs, in der Umgebung des Dreiländerecks Deutschland-Tschechien-Österreich, hat das Land Anteil am Böhmerwald mit dem 1378 m hohen Plöckenstein.
- Südlich der Donau hat Oberösterreich Anteil am nördlichen Alpenvorland (Oberösterreichisches Alpenvorland), einer teils flachen, teils hügeligen Wald- und Wiesenlandschaft mit intensiver Landwirtschaft. Sie nimmt den größten Teil der Landesfläche ein. Im Westen des Bundeslandes liegt der Hausruck, eine teils bewaldete Hügelkette (maximal 801 Meter); westlich schließt sich der Kobernaußer Wald an, der im Gegensatz zum Hausruck noch sehr dicht bewaldet ist.
- Der Alpenanteil gliedert sich in die Oberösterreichischen Alpen (den Anteil an den Salzburger-Oberösterreichischen Alpen, die sich zwischen Salzach und Enns erstrecken), und den Anteil an der Eisenwurzen von der Enns ostwärts (Ybbstaler Alpen), und liegt in zwei wichtigen Regionen, dem Salzkammergut und der Region Pyhrn-Eisenwurzen
  - Den Nordrand der Alpen bildet die Flyschzone, ein aus Ton- und Sandsteinen aufgebauter, teils stärker bewaldeter Mittelgebirgsstreifen. Die größte Breite erreicht sie zwischen Mondsee und Traunsee.
  - Die südlich anschließenden Nördlichen Kalkalpen bestimmen das Landschaftsbild des Salzkammergutes und der Pyhrn-Eisenwurzen-Region. Die Kalkalpen gliedern sich in Oberösterreich in:
    - Die Oberösterreichischen Voralpen: Salzkammergutberge mit dem Höllengebirge und zahlreichen anderen Gruppen; Sengsengebirge und dem Reichraminger Hintergebirge
    - und die Anteile an den Kalkhochalpen: Dachsteingebirge mit dem Dachsteinmassiv; Totes Gebirge; Anteile an den Ennstaler Alpen am Pyhrn

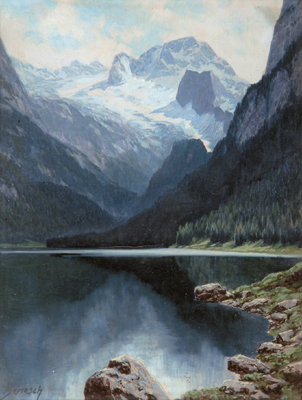
Oberösterreichs höchster Berg: Hoher Dachstein (Ladislaus Benesch, um 1900)

Höchster Punkt des Landes ist der Hohe Dachstein (2995 Meter) an der Südspitze Oberösterreichs, mit dem einzigen Gletschergebiet des Landes. Da die Grenze zur Steiermark am Kalkalpen-Hauptkamm liegt, ist der höchste Berg, der sich vollständig auf oberösterreichischem Boden befindet, der Große Priel mit 2515 Metern.

Der tiefste Punkt des Landes ist dort, wo die Donau endgültig nach Niederösterreich wechselt, östlich des Machlands am Eingang in den Nibelungengau.

### Flüsse
Ach, Ager, Aist, Alm, Antiesen, Aschach, Donau, Enknach, Enns, Große Gusen, Kleine Gusen, Gusen, Inn, Krems, Mattig, Große Mühl, Kleine Mühl, Naarn, Pram, Rodl, Salzach, Steyr, Trattnach, Traun, Vöckla;

### Seen
Praktisch alle großen oberösterreichischen Seen liegen im Salzkammergut, so der Almsee, Attersee, die Gosauseen, Hallstätter See, Irrsee, Langbathseen, Mondsee, Offensee, Traunsee und der Wolfgangsee.

### Klima
Oberösterreich
befindet sich klimatisch in der Zone des mitteleuropäischen Übergangsklimas. Aufgrund der Lage am Nordrand der Alpen ist das Wetter deutlich atlantisch beeinflusst. Der Zentralraum zeigt kühlgemäßigt-vollfeuchten Typus (Buchenklima, Cfb nach Köppen/Geiger) mit vorherrschendem Nordwestwindwetter. Der Süden liegt in der Zone eines ausgeprägten Nordstaus und hat mithin die höchsten Niederschläge Österreichs aufzuweisen. Es kommt auch des Öfteren zu Föhn (Alpenklima, nördlicher Randalpentypus).
Das wärmste Gebiet in Oberösterreich ist das Linzer Becken mit einem Jahresmittel von rund neun Grad Celsius. Mit Ausnahme der Gebirge liegen die Durchschnittstemperaturen der restlichen Landesteile wie Alpenvorland, Eferdinger Becken und Traun-Enns-Platte im Bereich von sechs bis acht Grad Celsius (Jahresmittel von 1961 bis 1990). In 2000 Metern Höhe beträgt die Jahresdurchschnittstemperatur etwa ein Grad.
Die niederschlagsärmsten Gebiete mit Jahresniederschlagsmengen zwischen 750 und 800 Millimetern liegen im östlichen Mühlviertel (Feldaistsenke) und im Eferdinger Becken. Die höheren Bergregionen des Mühlviertels und des Sauwaldes sowie das Alpenvorland werden von der 1000 Millimeter Isohyete umschlossen. Im Gebirgsbereich sind die Niederschlagsmengen aufgrund der Stauwirkung der Wolken jedoch viel höher. In Höhen oberhalb von 1500 Metern Seehöhe werden Jahresniederschläge von 2000 Millimetern und mehr (im Dachsteingebirge 3000 Millimeter) erreicht.

### Mittelpunkt
Der Mittelpunkt des Bundeslandes Oberösterreich liegt in der Gemeinde Gunskirchen (Bezirk Wels-Land) (⊙).

### Verwaltungsgliederung

#### Die Viertel Oberösterreichs

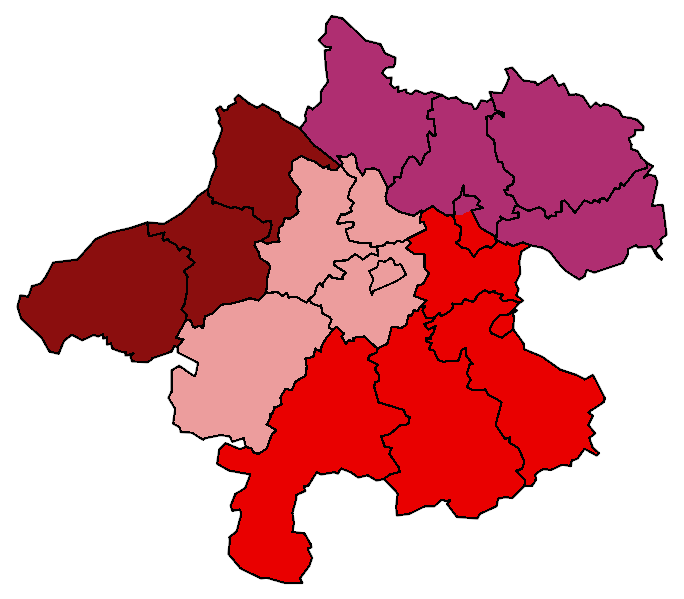
Die vier Viertel von Oberösterreich:
Mühlviertel
Innviertel
Hausruckviertel
Traunviertel

Oberösterreich wird traditionell in vier Teile eingeteilt, das Hausruckviertel, das Innviertel, das Mühlviertel und das Traunviertel. Dies entsprach auch der Kreiseinteilung der Habsburgermonarchie von Mitte des 18. bis Mitte des 19. Jahrhunderts, wo es dementsprechend einen Hausruck-, Inn-, Mühl- und Traunkreis gab. 1867 wurden die Kreise durch das System der Politischen Bezirke ersetzt, seither haben sie keine politische Bedeutung mehr und sind reine Landschaftsbezeichnungen.
Die Viertel fungieren auch als territoriale Einheiten der Raumplanung, in diesem Zusammenhang gibt es allerdings eine zusätzliche Einheit: der Bereich zwischen den Städten Linz, Eferding, Wels, Steyr und Enns wird – als „fünftes Viertel“ – Oberösterreichischer Zentralraum genannt.
Diese fünf Regionen bilden auch ungefähr die statistischen NUTS-3-Einheiten Oberösterreichs, wobei aber das Hausruckviertel aufgeteilt ist, um den Ansprüchen statistisch etwa gleich großer Areale nachzukommen:
- AT311 Innviertel: Bezirke Braunau am Inn, Grieskirchen, Ried im Innkreis, Schärding (Innviertel und nordwestliches Hausruckviertel)
- AT312 Linz-Wels: Linz, Wels, Bezirke Linz-Land, Wels-Land, Eferding, Teile vom Bezirk Urfahr-Umgebung (Zentralraum und östliches Hausruckviertel)
- AT313 Mühlviertel: Bezirke Freistadt, Perg, Rohrbach, Teile vom Bezirk Urfahr-Umgebung (Mühlviertel ohne Stadtregion Linz)
- AT314 Steyr-Kirchdorf: Steyr, Bezirk Kirchdorf, Bezirk Steyr-Land (südöstliches Traunviertel)
- AT315 Traunviertel: Bezirk Gmunden, Bezirk Vöcklabruck (westliches Traun- und Hausruckviertel)

Bevor 1779 das Innviertel ein Teil Oberösterreichs wurde, gab es folgende Vierteleinteilung: Mühlviertel, Schwar(t)zviertel oder Machlandviertel, Haus(ruck)viertel, Traunviertel. Mit der Eingliederung des Innviertels wurden Machland- und Mühlviertel unter letzterem Namen zusammengefasst, um weiterhin die Vierteilung aufrechtzuerhalten. Die heutige Abgrenzung zwischen den NUTS-einheiten Traun- und Hausruckviertel orientiert sich an den Bezirksgrenzen jüngeren Datums und entspricht somit nicht mehr der historischen Grenze, welche durch die Traun gebildet wurde. Die Viertel Oberösterreichs haben in ihren ursprünglichen Grenzen heute neben ihrer volkstümlich-identitätsstiftenden Bedeutung nur mehr den Zweck, Wahlkreise zu definieren.

#### Bezirke, Gemeinden und Statutarstädte
Nach der heutigen Verwaltungseinteilung gliedert sich das Bundesland in:
- 3 Statutarstädte: Linz, Wels, Steyr
- 15 politische Bezirke: Braunau, Eferding, Freistadt, Gmunden, Grieskirchen, Kirchdorf, Linz-Land, Perg, Ried, Rohrbach, Schärding, Steyr-Land, Urfahr-Umgebung, Vöcklabruck, Wels-Land
- 438 politische Gemeinden: 253 (Orts-)gemeinden, 152 Marktgemeinden, 30 Stadtgemeinden und 3 Statutarstädte.

## Geschichte

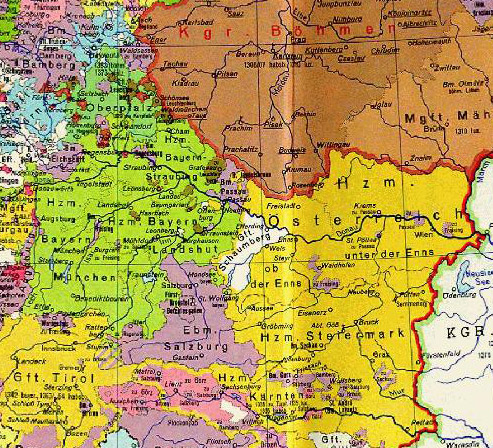
Karte von Österreich ob der Enns und der Grafschaft Schaunberg, um 1378

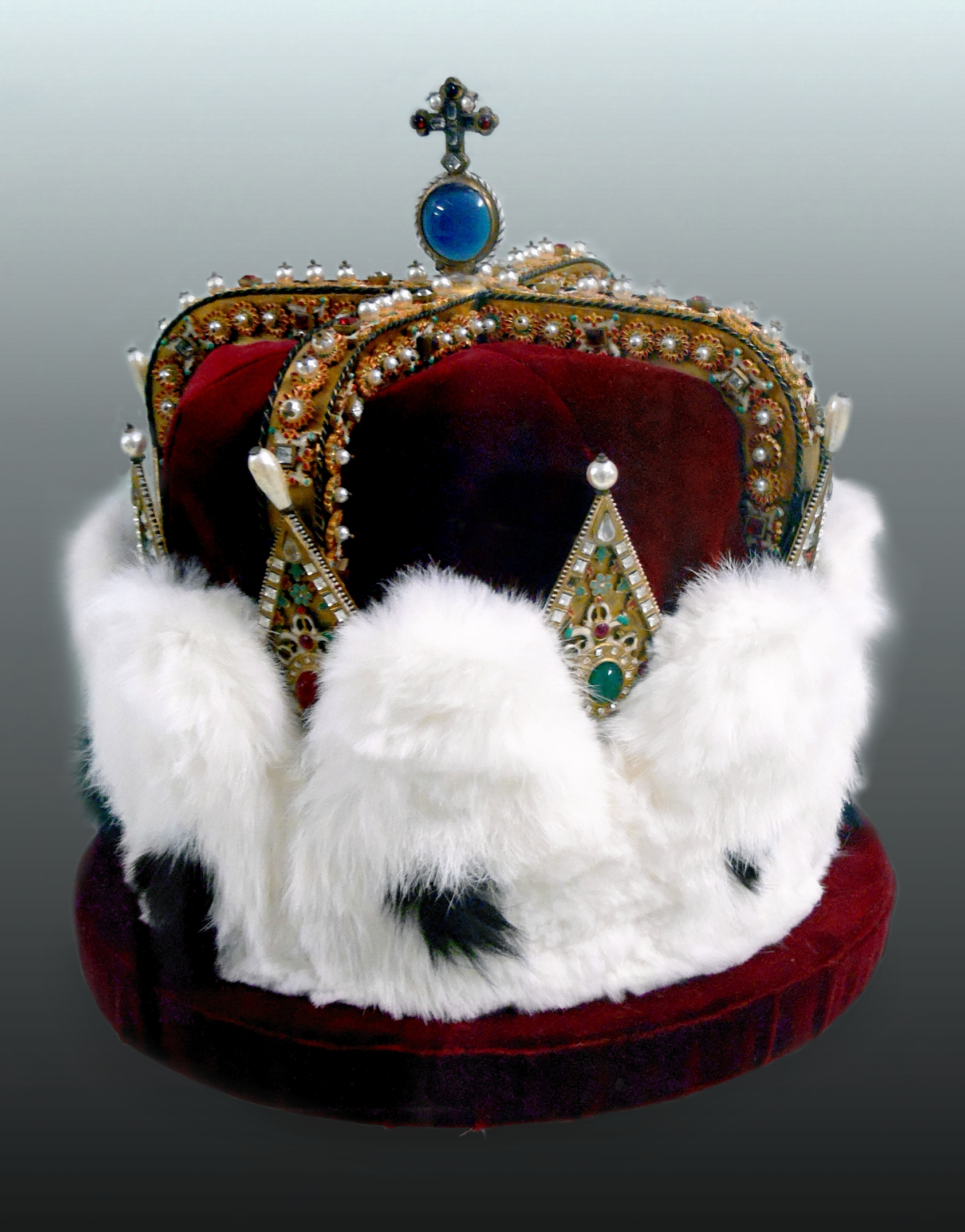
Der Erzherzogshut ist ein Symbol des Landes

Im Mittelalter gehörte ein großer Teil Oberösterreichs lange Zeit zum Herzogtum Steiermark.
König Ottokar Přemysl von Böhmen trennte den zur Steiermark gehörenden Traungau 1254 im Frieden von Ofen und 1261 im Frieden von Wien von dieser ab und gestaltete das Land zum Fürstenthum ob der Enns aus. Julius Strnadt bezeichnet mit historischer Wahrscheinlichkeit das Jahr 1260 als Geburtsjahr des Landes ob der Enns. Im Jahre 1264 wurde der Name supra anasum (‚Ob(erhalb) der Enns‘) erstmals urkundlich erwähnt, und Konrad von Summerau wird in einer Urkunde als Landrichter der Provinz Oberösterreich bezeichnet, obwohl die Bezeichnung Austria superior („Oberösterreich“) zu diesem Zeitpunkt noch für Tirol und Vorderösterreich galt.
Nach 1490 erlangte das Gebiet als Teilfürstentum Österreich ob der Enns eine gewisse Selbstständigkeit im Heiligen Römischen Reich und die Stände hielten eigene Landtage in Linz ab. Neben Herren, Rittern und Prälaten spielten dabei auch die landesfürstlichen Städte eine wichtige Rolle. Ab 1520 öffnete sich das Land der Reformation, 30 Jahre später waren die Oberösterreicher mehrheitlich evangelisch. Bei der Habsburgischen Länderteilung von 1564 (nach Gründung der Spanischen und Österreichischen Linie) fiel Oberösterreich zusammen mit Niederösterreich und den böhmischen Ländern an den römisch-deutschen Kaiser Maximilian II. Nach 1600 setzte unter Kaiser Rudolf II. und seinem Nachfolger Matthias die Gegenreformation ein. Deshalb gingen die Stände in Oberösterreich 1619 ein Bündnis mit den aufständischen Ständen in Böhmen ein. Im Auftrag Kaiser Ferdinands II. bekämpften und besiegten die Truppen des baierischen Kurfürsten Maximilian I. 1620 die Aufständischen. Für einige Jahre kam das Fürstentum unter die Herrschaft des Kurfürsten. Der evangelische Adel bekam die Wahl, zu konvertieren oder das Land zu verlassen.
1779 kam im Frieden von Teschen das vorher zum Herzogtum Baiern gehörende Innviertel zu Oberösterreich. Während der Napoléonischen Kriege wurde Oberösterreich mehrfach von französischen Truppen besetzt. Die Landeshauptstadt Linz verwaltete von 1816 bis 1854 auch das Land Salzburg. 1918, nach dem Ersten Weltkrieg und dem Untergang des Vielvölkerstaates Österreich-Ungarn, wurde von der neuen Republik Deutschösterreich „Oberösterreich“ als offizieller Name der Region festgelegt. Ein Jahr nach dem Anschluss Österreichs an das Deutsche Reich am 13. März 1938 wurde zum 1. Mai 1939 auf dem Gebiet Oberösterreichs der Reichsgau Oberdonau gebildet, der auch die deutsch besiedelten südböhmischen Gebiete gemäß dem Münchner Abkommen einschloss sowie das von der Steiermark abgetrennte Ausseer Land. Nach dem Zweiten Weltkrieg wurden diese Gebiete 1945 wieder rückgegliedert, Oberösterreich südlich der Donau wurde inklusive des Ausseer Landes bis 1955 US-amerikanische Besatzungszone, nördlich der Donau war es bis 1955 sowjetisch besetzt.

### Bevölkerung
Am 1. Jänner 2025 wohnten im Land 1.535.519 Menschen, davon 107.318 (7,17 %) EU/EWR/CH/UK-Bürger und 96.623 (6,46 %) Drittstaatsangehörige. Der Großteil der in den letzten Jahrzehnten zugewanderten Bevölkerung stammt aus Deutschland, Südosteuropa und Anatolien, wobei 1,77 % aus Deutschland, 1,48 % aus Bosnien und Herzegowina, 1,19 % aus Serbien, Montenegro und dem Kosovo und 1,03 % aus der Türkei stammen. Durch die große Flüchtlingswelle seit dem zweiten Halbjahr 2015 ist die Zahl der Menschen aus Afghanistan auf 6.721 (0,45 %) und aus Syrien auf 6.023 (0,4 %) angestiegen. Das Mühlviertel wird schon seit dem Mittelalter von einigen Hundert Sinti bewohnt, die wenigsten davon bekennen sich bei Zählungen tatsächlich zu ihrer Volksgruppe.
Die Entwicklung der Bevölkerungszahlen nach den Angaben des österreichischen Statistikamtes wurden auf den heutigen Gebietsstand Oberösterreichs umgerechnet. Die in der Tabelle angegebenen Zahlen bis 1700 wurden gerundet. Zwischen 1754 und 1857 zählte man nur die anwesende Zivilbevölkerung. Ab 1869 wurden Volkszählungen in zehnjährigen Abständen durchgeführt. Bis 1923 wurde weiterhin nur die anwesende Zivilbevölkerung gezählt und erst ab 1934 bis 1981 die Wohnbevölkerung. Die Zahlen von 1982 bis 2001 weisen die Jahresdurchschnittsbevölkerung aus; diese Zahlen wurden 2002 rückwirkend ermittelt. Seit 2002 werden die Hauptwohnsitze auf der Grundlage des Zentralen Melderegisters zur Bevölkerungsermittlung herangezogen.
In Oberösterreich wird hauptsächlich der mittelbairische Dialekt gesprochen.

#### Konfessionsstatistik
Laut den Daten der letzten Volkszählung gehörten im Jahr 2001 noch mehr als 84 % der Oberösterreicher einer christlichen Religionsgemeinschaft an, bei der letzten Erhebung im Jahr 2021 bekannten sich noch 73,4 % der Menschen zum Christentum, rund 7,4 % zum Islam und 17,3 % waren bereits ohne Bekenntnis.
Bis Ende 2022 ist der Anteil der Katholiken auf 58,9 % zurückgegangen, der entsprechende Anteil der Evangelischen A.B. beträgt aktuell rund 3 % der oberösterreichischen Bevölkerung. Ende 2023 waren gut 800.000 der 1,53 Millionen Einwohner katholisch und 43.847 oder fast 3 % waren evangelisch.

## Politik
Oberösterreich ist ähnlich wie die Steiermark ein Swingstate, der bei bundesweiten Wahlen meist Signalcharakter besitzt. Die ÖVP dominiert in den ländlich geprägten Gebieten, die SPÖ hat ihre Hochburgen in den Städten Linz, Enns und Steyr oder im Bahnknoten Attnang-Puchheim, aber auch die FPÖ ist traditionell stark verbreitet, z. B. im Innviertel und im Raum Wels.
Die Oberösterreichische Landesverfassung definiert Oberösterreich als ein selbständiges Bundesland der demokratischen Republik Österreich. Oberösterreich bekennt sich in seiner Verfassung zudem zu einem geeinten Europa, das demokratischen, rechtsstaatlichen, sozialen und bundesstaatlichen Grundsätzen sowie dem Grundsatz der Subsidiarität verpflichtet ist, die Eigenständigkeit der Regionen wahrt und deren Mitwirkung an europäischen Entscheidungen sichert. Oberösterreich definiert seine Stellung in Europa in der Landesverfassung als eigenständige, zukunftsorientierte und selbstbewusste Region, die an der Weiterentwicklung eines geeinten Europas selbst mitwirkt.

### Legislative
Die Legislative wird vom Oberösterreichischen Landtag ausgeübt. Seine Hauptaufgabe liegt in der Gesetzgebung für Oberösterreich. Des Weiteren wählt der Landtag die Landesregierung und er kann diese mittels Misstrauensvotum entlassen. Zudem bewilligt der Landtag das Landesbudget und hat das Recht, schriftliche und mündliche Anfragen an die Landesregierung zu stellen. Derzeit bestehen in Oberösterreich rund 170 Landesgesetze. Diese können auf Vorschlag der Regierung, einem Landtagsausschuss, dreier Abgeordnete oder auf Initiative der Landesbevölkerung in den Landtag eingebracht werden. Der Landtag tritt mindestens einmal pro Monat zu einer öffentlichen Sitzung im Linzer Landhaus zusammen. Die Abgeordneten werden alle sechs Jahre durch Wahlen bestimmt. Die ÖVP erreichte bei den Landtagswahlen seit 1945 fast durchgehend die Mandatsmehrheit, mehrfach bestimmte sie den Landtag auch mit einer absoluten Mandatsmehrheit, zuletzt von 1979 bis 1991. Lediglich 1967 konnte die SPÖ die ÖVP bei den Landtagswahlen stimmenmäßig überholen und an Mandaten mit der ÖVP gleichziehen. Seit 1967 verlor die SPÖ kontinuierlich an Stimmen, gewann jedoch bei der Landtagswahl 2003 massiv Stimmen von der FPÖ, die 1997 ihren Höchststand erreicht hatte, im Jahr 2003 wieder Wählerstimmen verlor und sogar von den Grünen überholt wurde. Die Landtagswahl 2009 brachte leichte Gewinne für die ÖVP und starke Verluste für die SPÖ. Die Grünen konnten mit minimalen Gewinnen ihr Landesrats-Mandat verteidigen, wurden aber aufgrund deren starker Zugewinne wieder durch die FPÖ überholt. Nach der Landtagswahl 2009 war die ÖVP mit 28, die SPÖ mit 14, die FPÖ mit 9 und die Grünen mit 5 Mandaten im Landtag vertreten. Nach der Landtagswahl 2015 lautet die Mandatsverteilung im Landtag:
- 21 ÖVP
- 18 FPÖ
- 11 SPÖ
- 6 Grüne

### Exekutive

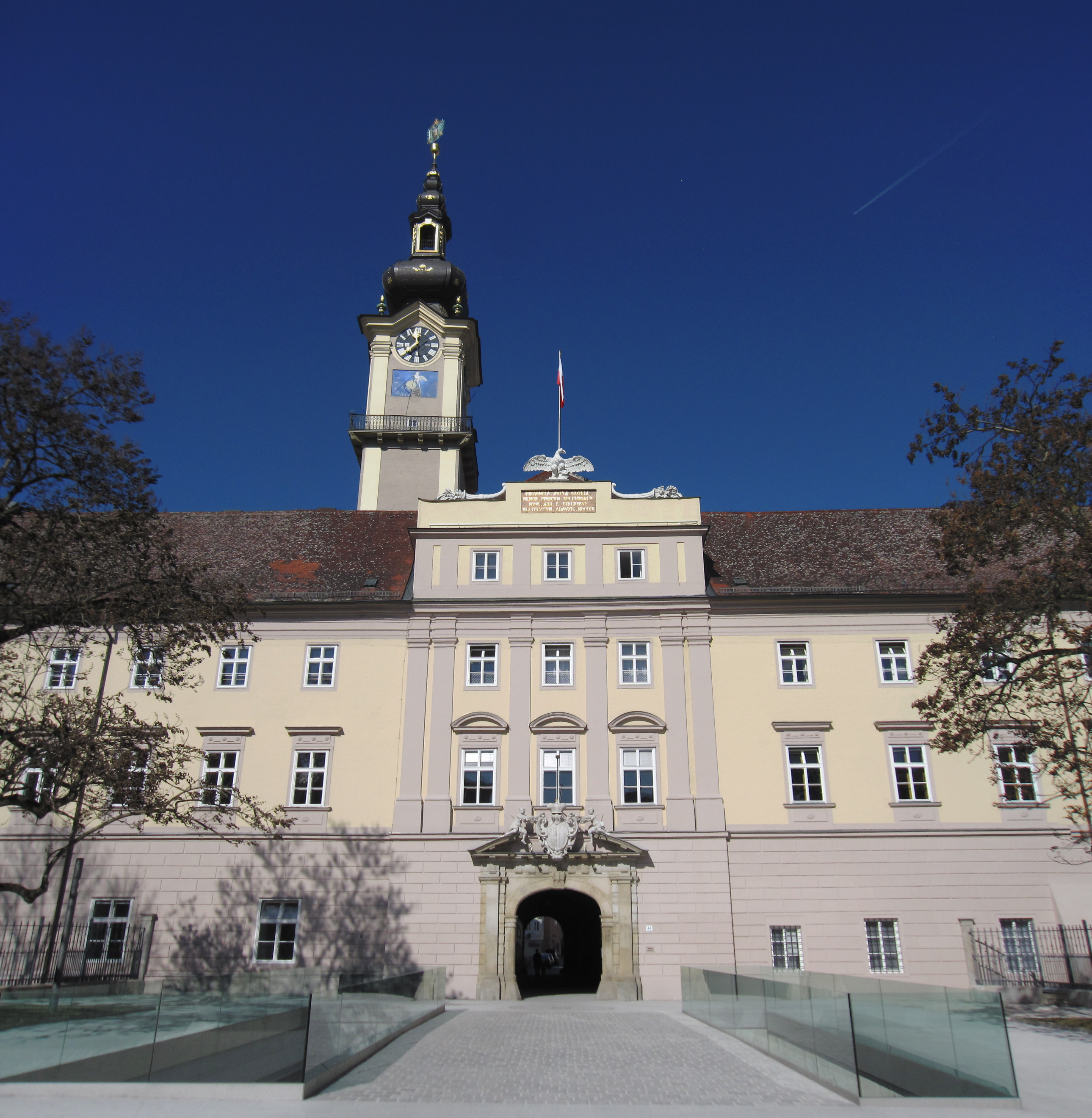
Das Linzer Landhaus ist Sitz der Landesregierung

Die Exekutive wird im Land von der Oberösterreichischen Landesregierung ausgeübt. Diese besteht aus dem Landeshauptmann, zwei Stellvertretern und sechs Landesräten. Die Zusammensetzung der Landesregierung erfolgt als „Konzentrationsregierung“ nach dem Proporzsystem, d. h. alle Parteien mit einer bestimmten Anzahl von Abgeordneten im Landtag sind durch mindestens einen Sitz in der Regierung vertreten. Die Wahl der Landesregierung erfolgt durch den Landtag. Die Landesregierung vollzieht als oberstes Vollzugsorgan der Landesverwaltung die Landesgesetze und verwaltet das Landesbudget. An der Spitze steht der Landeshauptmann, der die Regierung nach außen vertritt und den Vorsitz in den wöchentlichen, nichtöffentlichen Sitzungen im Landhaus führt. Nach der Geschäftsordnung der Oberösterreichischen Landesregierung behandelt die Landesregierung in ihren Sitzungen kollegial Regierungsvorlagen an den Landtag, Rechtsverordnungen und bestimmte Verwaltungsverordnungen, (verfassungs)gesetzlich an eine kollegiale Beschlussfassung gebundene Angelegenheiten und Entscheidungen über das Landesvermögen von besonderer Bedeutung wie Förderungen über 20.000 Euro. Sämtlich anderen Entscheidungen trifft das jeweilige Regierungsmitglied selbstständig, die Landesregierung kann jedoch monokratische Entscheidungen an sich ziehen und einer kollegialen Beschlussfindung zuführen.

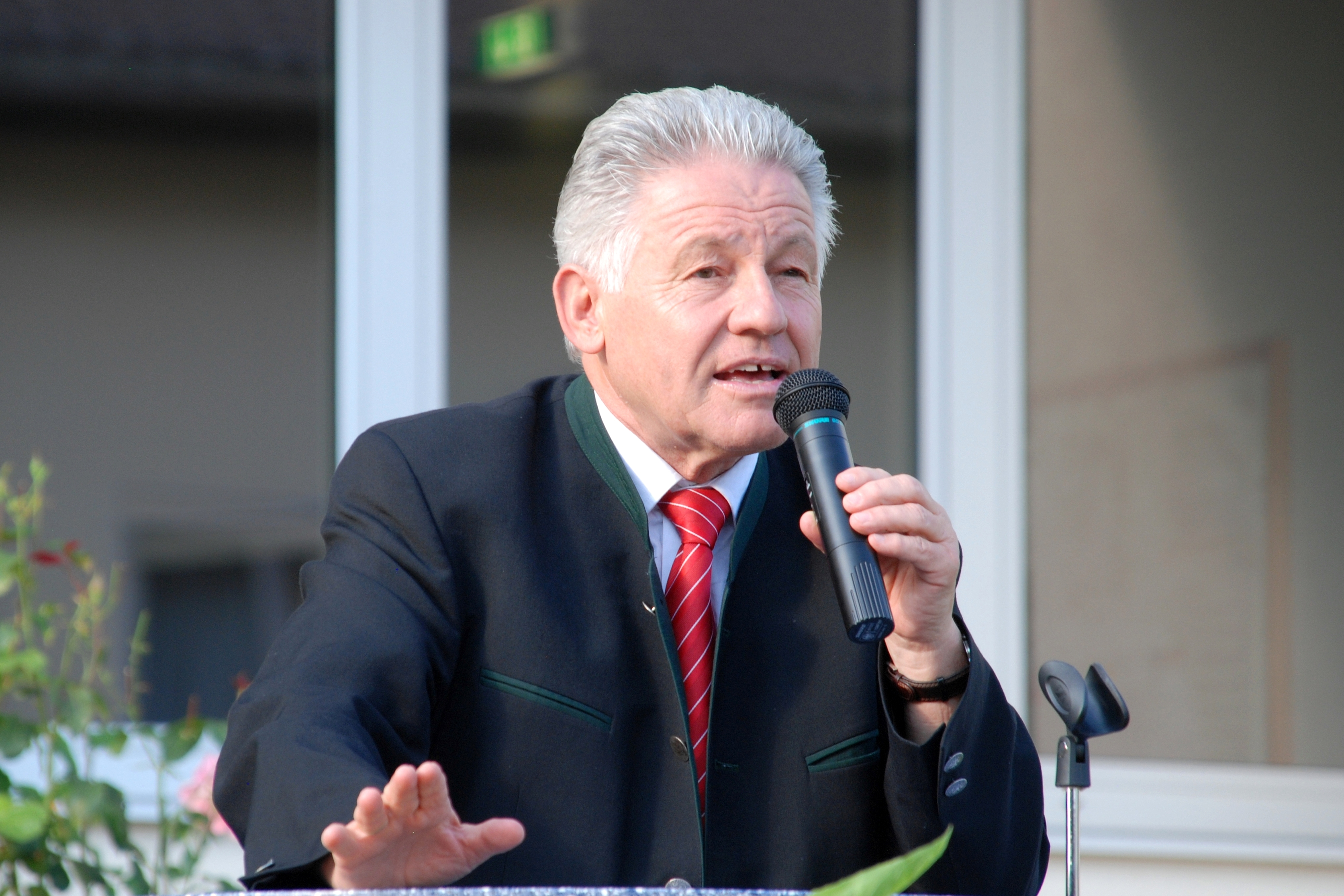
Altlandeshauptmann Josef Pühringer (2009)

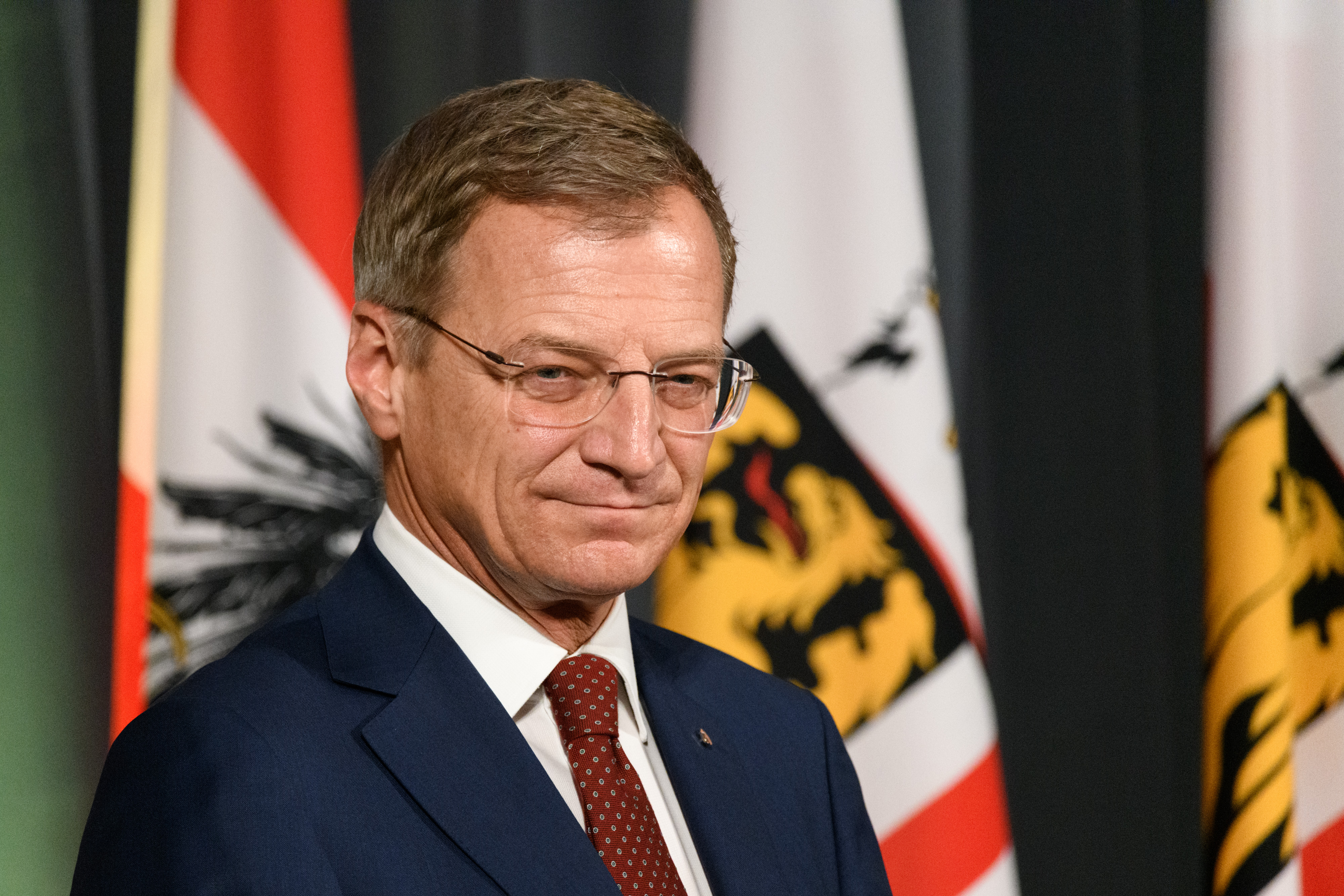
Landeshauptmann Thomas Stelzer (2022)

Die ÖVP stellt seit 1945 durchgehend den Landeshauptmann. Ab dem 2. März 1995 hatte Josef Pühringer diese Funktion inne. Nach der Landtagswahl 2003 ging Pühringer eine Regierungsvereinbarung mit den Grünen ein und bildete in Österreich die erste Schwarz-Grüne Koalition auf Länderebene. Während die FPÖ ihre Sitze in der Landesregierung verlor, zogen die Grünen erstmals in die Landesregierung ein. Nach den Landtagswahlen 2015 wurde am 23. Oktober 2015 erstmals eine Landesregierung mit einem schwarz-blauen Arbeitsübereinkommen im Rahmen einer Proporzregierung gewählt und angelobt. In der Landesregierung Pühringer V waren vier ÖVP- sowie drei FPÖ-Regierungsmitglieder vertreten, die SPÖ und die Grünen stellen je einen Landesrat. Neben Landeshauptmann Pühringer wurde die ÖVP in der Regierung von Landeshauptmann-Stellvertreter Thomas Stelzer und den Landesräten Michael Strugl und Maximilian Hiegelsberger vertreten. Am 6. April 2017 wurde Thomas Stelzer Landeshauptmann, die Landesregierung Stelzer I folgte der Landesregierung Pühringer V nach, neue Landesrätin wurde Christine Haberlander, Landeshauptmann-Stellvertreter Michael Strugl. Die FPÖ wird durch Landeshauptmann-Stellvertreter Manfred Haimbuchner und die Landesräte Elmar Podgorschek und Günther Steinkellner vertreten. Für die SPÖ sitzt Landesrätin Birgit Gerstorfer in der Regierung, für die Grünen Landesrat Stefan Kaineder, der am 30. Jänner 2020 Rudi Anschober nach dessen Wechsel in die Bundesregierung nachgefolgt ist. Nach der Landtagswahl 2021 wurde die Landesregierung Stelzer II gebildet, am 23. Oktober 2021 wurde Thomas Stelzer in der konstituierenden Sitzung der XXIX. Gesetzgebungsperiode erneut zum Landeshauptmann gewählt.

### Judikative
Oberösterreich ist der Sitz des Oberlandesgerichts (OLG) Linz, einem der vier Oberlandesgerichte in Österreich. Neben Oberösterreich betreut das OLG Linz auch das Nachbarbundesland Salzburg. An den Standorten Linz, Ried im Innkreis, Steyr und Wels verfügt Oberösterreich zudem über vier Landesgerichte. Die unterste Ebene des Gerichtswesens wird in Oberösterreich von den 28 Bezirksgerichten gebildet.

### E-Government
Das Land Oberösterreich bietet für die einfachere Bewältigung von Behördenwegen E-Government-Lösungen an. Mit diesen Online-Formularen können Bürger u. a. Anträge auf Beihilfen und Förderungen, die OÖ Familienkarte oder auch die Anerkennung einer Photovoltaikanlage als Ökostromanlage stellen. Dabei wird der Formularserver AFORMSOLUTION (AFS) des österreichischen IT-Dienstleisters aforms verwendet.

### Wappen, Flagge, Hymne und Landespatrone
Landessymbole sind die Farben (Fahne und Flagge) des Landes Oberösterreich, das Landeswappen, das Landessiegel und die Landeshymne.
Das Oberösterreichische Wappen besteht aus einem, mit dem österreichischen Erzherzogshut gekrönten, gespaltenen Schild. Der Schild zeigt heraldisch rechts einen goldenen Adler mit roter Zunge und roten Krallen auf schwarzem Grund und ist heraldisch links dreimal von Silber und Rot gespalten. Es kann in Farbe oder Schwarz-Weiß dargestellt werden. Das Wappen wurde 1930 festgelegt und geht auf das Wappen der Herren von Machland zurück.
Die Farben des Landes Oberösterreich sind Weiß-Rot. Die Oberösterreichische Flagge besteht aus zwei gleich breiten waagrechten Streifen, wobei der obere Streifen in der Farbe Weiß und der untere Streifen in der Farbe Rot gehalten ist. Das Verhältnis der Höhe der Flagge zu ihrer Länge beträgt 2:3. Die Flagge wurde offiziell am 25. April 1949 eingeführt.
Das Lied Hoamatgsang wurde vom oberösterreichischen Landtag am 29. November 1952 zur oberösterreichischen Landeshymne erklärt. Der Text wurde 1841 von Franz Stelzhamer geschrieben, die Musik komponierte 1884 Hans Schnopfhagen. Von den ursprünglich acht Strophen sind die ersten zwei und die letzte Strophe Teil der Landeshymne.
Die Landespatrone von Oberösterreich sind gleichrangig der heilige Florian und der heilige Leopold.

## Wirtschaft und Infrastruktur
Im Vergleich mit dem Bruttoinlandsprodukt der Europäischen Union, ausgedrückt in Kaufkraftstandards, erreichte Oberösterreich einen Index von 132 (EU-28: 100 Österreich: 129).
Oberösterreich ist eines der Zentren der österreichischen Industrien. Mit Direktexporten im Wert von 18,9 Milliarden Euro (2006) erwirtschaftet das Bundesland 26,5 Prozent der österreichischen Exporte. Etwa 70 Prozent der Exporte gehen in den Euro-Raum. 68.626 Gewerbeunternehmen erwirtschaften mit 576.203 Beschäftigten ein Bruttoregionalprodukt von 32,6 Milliarden Euro. Die höchsten Beschäftigtenzahlen haben die Wirtschaftszweige (nach ÖNACE-Klassifizierung) Sachgütererzeugung mit 28 %, Handel mit 18 % und unternehmensbezogene Dienstleistungen mit 11 %.
Wichtige Wirtschaftszweige sind:
- Metallerzeugung (voestalpine, AMAG)
- Fahrzeugbau und Zulieferfirmen (BMW-Motorenwerk Steyr, KTM, Bombardier-Rotax, Miba, Reform-Werke, Rosenbauer, FACC)
- Chemie und Papier (Lenzing AG, DSM, Borealis AG, Papierfabrik Nettingsdorf, AMI)
- Maschinen- und Anlagenbau (Engel, Trumpf Maschinen Austria, Siemens-VAI, Plasser & Theurer, Wacker Neuson)
- Nahrungsmittel (Berglandmilch, Brau Union, S. Spitz, Vivatis)
- Tourismus (die Tourismus- und Freizeitwirtschaft leistet 15,2 Prozent Beitrag zum Brutto-Regionalprodukt des Landes)

### Rohstoffe
Im Gebiet des Hausrucks wurde bis 1995 Braunkohle gefördert (etwa in Ampflwang, Thomasroith (Ottnang) und Wolfsegg).
Im Alpenvorland werden geringe Mengen Erdöl gefördert, (so in Lohnsburg am Kobernaußerwald, Voitsdorf und Sattledt). Erdgas wird z. B. bei Puchkirchen, Pfaffstätt, und Atzbach gefördert.
Historisch bedeutend ist das Salzbergwerk bei Hallstatt. Weiters wird auch in Bad Ischl das Steinsalz zur Sole gelöst, durch die Soleleitung in die Saline in Ebensee transportiert, um daraus Salz zu gewinnen.
Bei Tragwein wird Kaolin im Tage- und Grubenbau gefördert. In St. Georgen an der Gusen wird Quarz abgebaut und veredelt. Gipsabbau wird bei Spital am Pyhrn betrieben.

### Verkehr
Oberösterreich ist durch internationale Verkehrswege gut erschlossen. Wichtige Straßenverbindungen sind die West Autobahn A 1, Mühlkreis Autobahn A 7, Innkreis Autobahn A 8 und Pyhrn Autobahn A 9. Die Verlängerung der Mühlkreisautobahn als Mühlviertler Schnellstraße S 10 nach Tschechien und die Linzer Autobahn A 26 sind wichtige Straßenbauprojekte der Zukunft.
Im Jahr 2017 lag der Motorisierungsgrad (Personenkraftwagen pro 1000 Einwohner) bei 622.
Mit der Westbahn führt eine der wichtigsten österreichische Eisenbahnstrecken durch Oberösterreich. Weitere wichtige Bahnstrecken sind die Bahnstrecken Linz–Gaisbach-Wartberg und St. Valentin–České Budějovice (Summerauer Bahn) sowie die Pyhrnbahn. Bedeutende Bahnhöfe befinden sich in Linz, Wels und Attnang-Puchheim.
Weitere Verkehrsknoten sind zwei große Donauhäfen in Linz und Enns sowie der Flughafen Linz.

### Medien
Auflagenstärkste Tageszeitung Oberösterreichs sind die Oberösterreichischen Nachrichten. Die Tips und die BezirksRundSchau sind regionalisierte Zeitungen, welche wöchentlich erscheinen und an alle Haushalte verteilt werden.
Der Österreichische Rundfunk (ORF) ist mit einem Funkhaus in Linz vertreten. Größter privater Fernsehsender ist LT1. Er sendet zusammen mit HT1 europaweit unverschlüsselt über den Fernsehsatelliten Astra 1H. Seit Juni 2010 sendet der nichtkommerzielle Fernsehsender DORF TV in weiten Teilen des Bundeslandes.
Neben den staatlichen ORF-Radioprogrammen kämpfen verschiedene Privatsender um den Radiomarkt: Life Radio, Welle 1, Radio Arabella und KroneHit. Als nichtkommerzielle Privatradios konnten sich Radio FRO im Großraum Linz, Freies Radio Freistadt und Freies Radio Salzkammergut etablieren.

### Energieversorgung
Die Energieversorgung Oberösterreichs wird hauptsächlich durch die landeseigene Energie AG gewährleistet. Diese betreibt 34 Wasser- und zwei thermische Kraftwerke in Riedersbach und Timelkam sowie Photovoltaikanlagen in Eberstalzell und am Loser. Sechs der Wasserkraftwerke befinden sich in Salzburg, ein Wasser- und das Solarkraftwerk in der Steiermark. Die Verbund Hydro Power AG betreibt die fünf Donaukraftwerke in Oberösterreich. Die Energie-AG-Tochter AVE betreibt zwei Müllverbrennungsanlagen (Wels und Lenzing an der Ager). Das Linzer Kommunalunternehmen Linz AG besitzt drei Fernheizkraftwerke, die auch zur Stromerzeugung genutzt werden. Daneben betreibt die Linz AG auch vier Wasserkraftwerke.

### Bildung
Oberösterreich verfügt über vier Universitäten, die sich alle in Linz befinden. Mit circa 19.300 Studierenden ist die staatliche Universität Linz (Johannes Kepler Universität Linz) die größte Bildungseinrichtung. Sie bietet akademische Ausbildung im Bereich Sozial- und Wirtschaftswissenschaften, Rechtswissenschaften, Technik und Naturwissenschaften sowie Medizin an. Zweite staatliche Universität ist die Universität für künstlerische und industrielle Gestaltung Linz (Kunstuniversität). Neben diesen befinden sich noch die Katholisch-Theologische Privatuniversität Linz (KTU) und die Anton Bruckner Privatuniversität im Land.
Die FH Oberösterreich bietet an vier Standorten (Hagenberg, Linz, Steyr und Wels) Bildung in unterschiedlichen Bereichen (Technik, Wirtschaft und Soziales) an. Derzeit nehmen ungefähr 5900 Studenten an diesen Bildungseinrichtungen die angebotenen Ausbildungsmöglichkeiten wahr.
Seit 1. Oktober 2007 ebenfalls als Hochschule geführt werden die vormaligen Pädagogischen Akademien. Beide derartige Einrichtungen in Oberösterreich befinden sich in Linz: die staatliche Pädagogische Hochschule Oberösterreich und die katholische Pädagogische Hochschule der Diözese Linz.

## Kultur und Sehenswürdigkeiten
Neben der Kulturförderung betreibt das Land Oberösterreich auch selbst einige Kultureinrichtungen wie etwa das Oberösterreichische Landesmuseum oder das Landestheater in der Landeshauptstadt Linz. Initiiert vom ORF-Oberösterreich und vom Linzer Brucknerhaus findet seit 1979 alljährlich in der Landeshauptstadt die Ars Electronica, das größte internationale Festival für digitale Kunst, statt.

### Stifte, Klöster und Kirchen

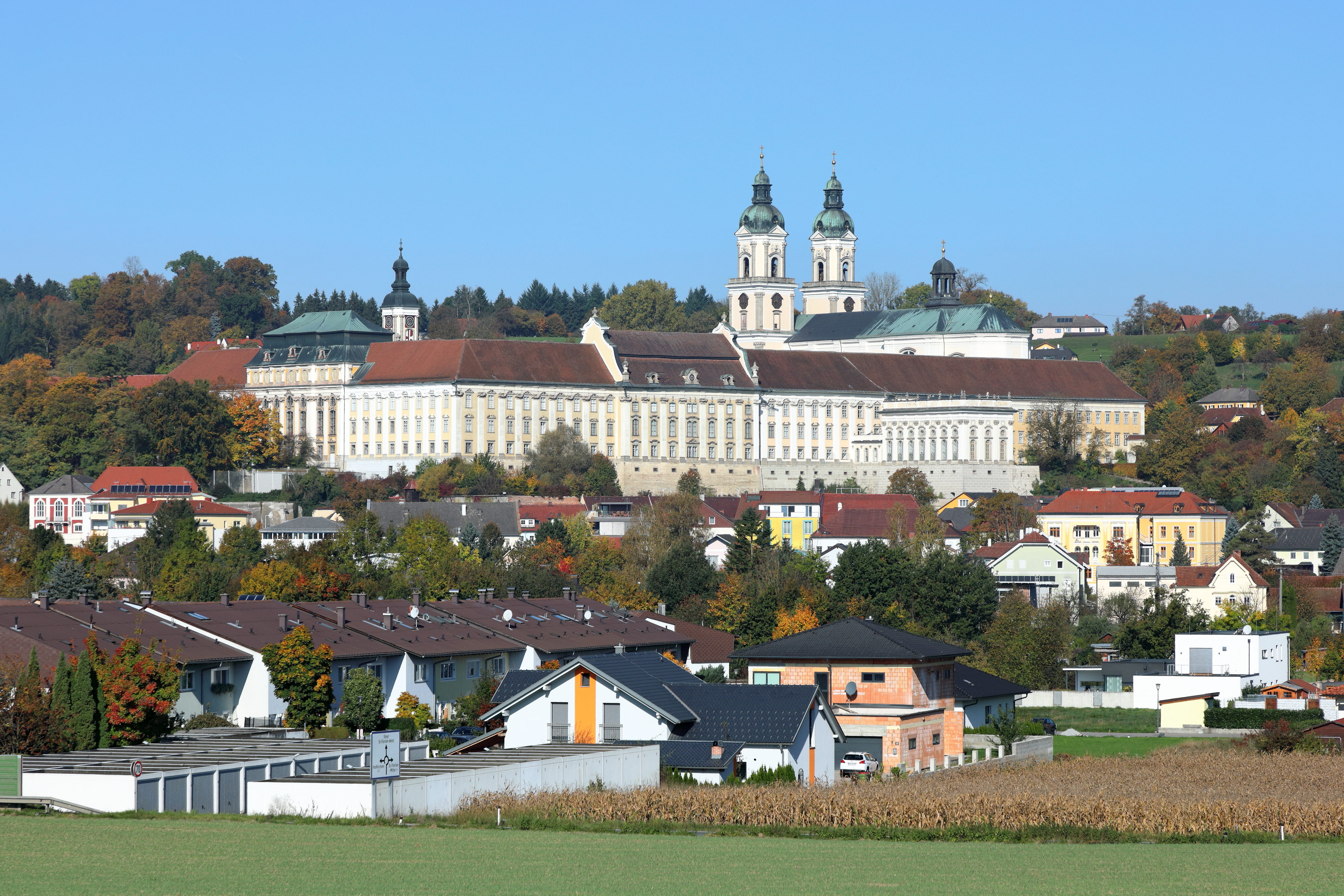
Stift St. Florian

In Oberösterreich bestehen zahlreiche Stifte und Klöster, die seit jeher Zentren der Kultur sind. Die bekanntesten sind Stift Sankt Florian, Stift Wilhering und Stift Kremsmünster, weiters die Stifte Schlägl, Schlierbach, Reichersberg, Engelszell und Lambach.
Die berühmtesten Kirchen sind der von 1862 bis 1935 erbaute neugotische Linzer Mariä-Empfängnis-Dom, dies ist die größte Kirche Österreichs; die Linzer Martinskirche, eine der ältesten Kirchen Österreichs; die Wallfahrtskirchen Pöstlingbergkirche, Wallfahrtsbasilika Maria Puchheim und Wallfahrtskirche Stadl-Paura; die Stadtpfarrkirche Braunau mit dem dritthöchsten Kirchturm Österreichs; die Kirchen in St. Wolfgang, Gampern, Hallstatt und Kefermarkt mit ihren Flügelaltären. Die Pfarrkirchen von Niederkappel und Aigen stellen bedeutende Bauwerke des Historismus dar. Bemerkenswert ist auch die Pfarrkirche Ebelsberg mit der einzigen Jugendstileinrichtung in Oberösterreich. Bedeutende Kirchenbauten der Moderne sind die Linzer Friedenskirche und die Pfarrkirche Attnang.

### Burgen und Schlösser

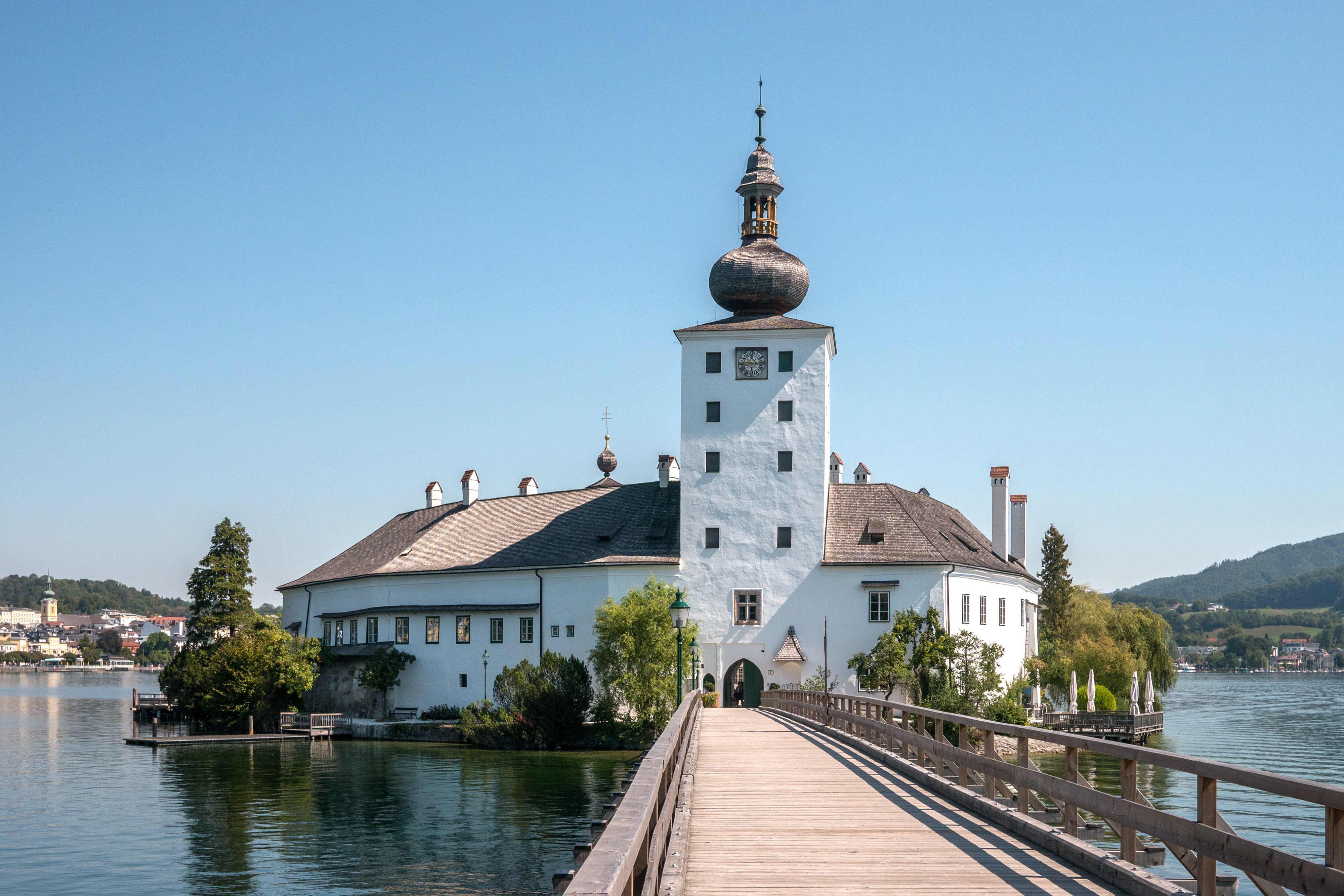
Seeschloss Ort in Gmunden

Bekannte Burgen in Oberösterreich sind die Burg Clam, die Otto von Machland 1149 errichten ließ, weiters die Burg Altpernstein und Wildberg sowie die Ruinen Schaunburg, Scharnstein und Waxenberg.
Die bedeutendsten Schlösser sind das Linzer Schloss, Schloss Ort in Gmunden, Schloss Ennsegg in Enns, Schloss Hartheim in Alkoven, Schloss Lamberg in Steyr, Schloss Parz bei Grieskirchen, Schloss Starhemberg in Eferding, Schloss Greinburg, Schloss Weinberg, Schloss Ebelsberg und das Wasserschloss Aistersheim.

### Theater und Musik

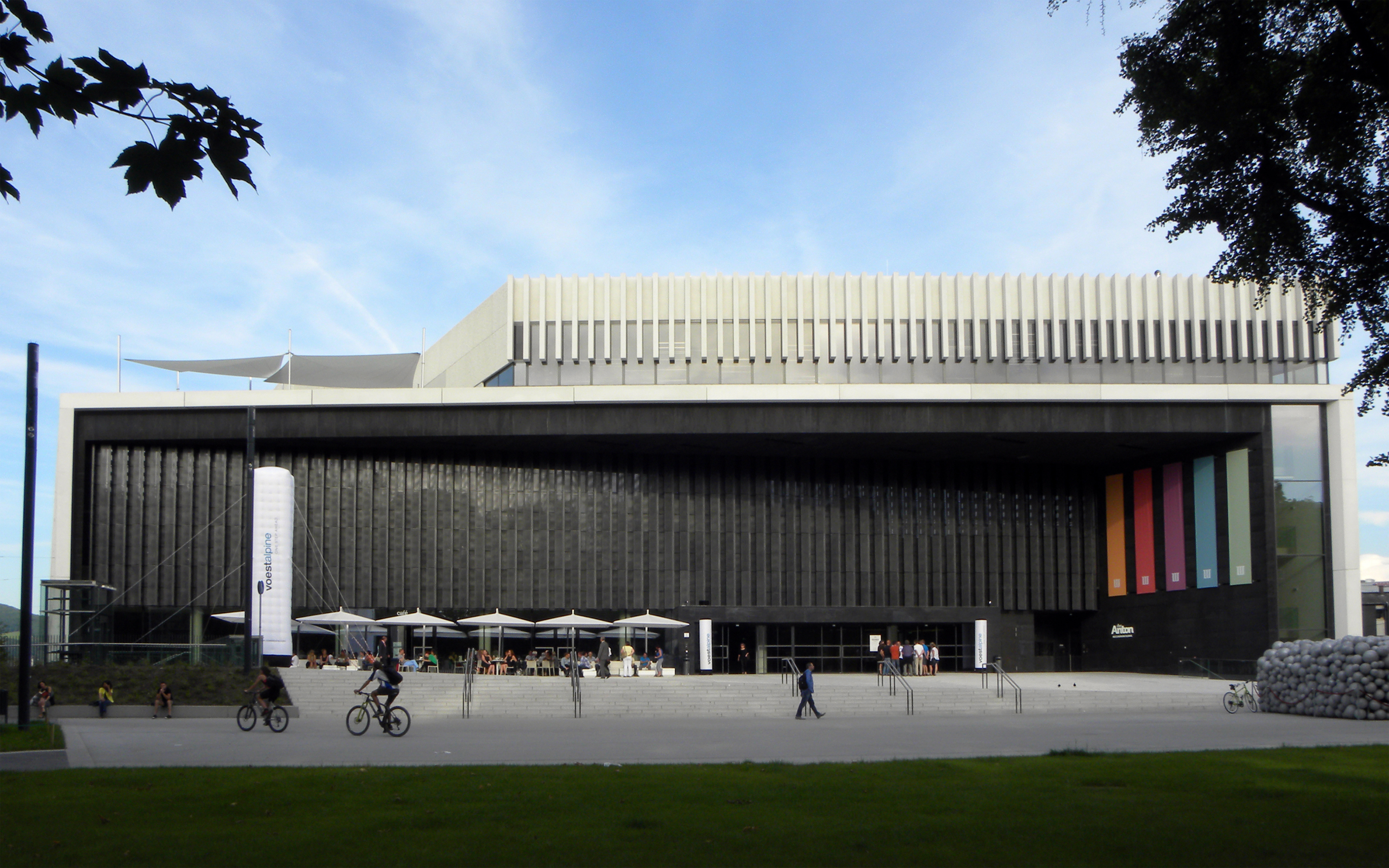
Musiktheater Linz

Das größte Theater in Oberösterreich ist das Landestheater Linz mit den Spielstätten Musiktheater und dem Schauspielhaus. Es bietet die Sparten Oper, Operette, Musical, Ballett und Schauspiel an. Eng mit dem Theater und dem Brucknerhaus verbunden ist auch das Bruckner Orchester Linz als größtes Symphonieorchester Oberösterreichs und eines der besten Orchester in Österreich.
Bekannt sind auch die Stadttheater in Wels, Grein und Bad Hall sowie das Lehár Festival Bad Ischl mit seinen berühmten Operettenaufführungen.
Bemerkenswert ist auch die Tradition der Blasmusik in Oberösterreich. Es existieren mehr Musikkapellen als das Land Gemeinden zählt. Diese sind vereinsmäßig organisiert und spielen großteils auf hohem musikalischen Niveau. Es gibt auch zahlreiche Musikgruppen, die die traditionelle Volksmusik pflegen.

### Museen

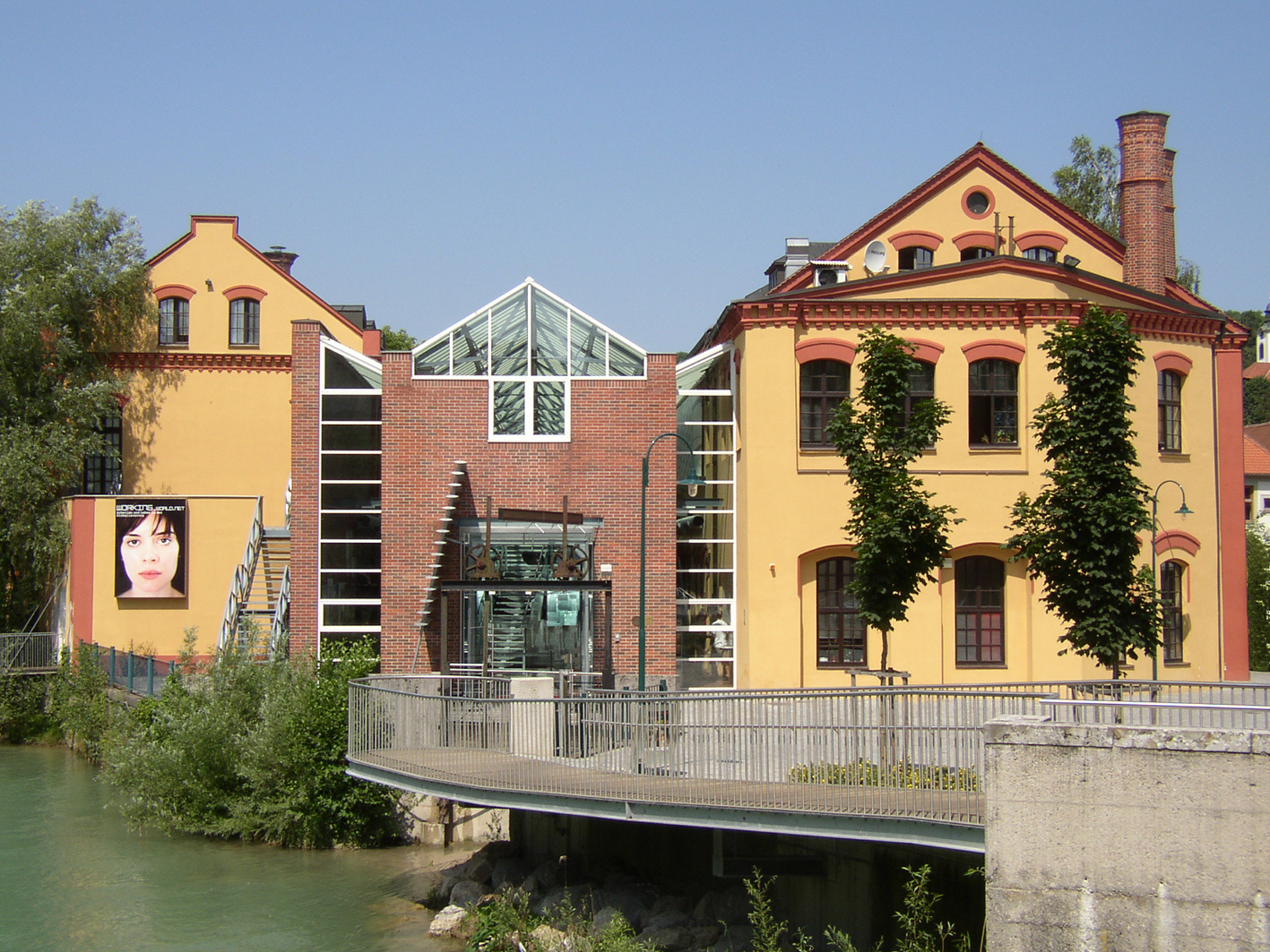
Museum Arbeitswelt Steyr

Das größte Museum ist das Linzer Schlossmuseum der Oberösterreichischen Landesmuseen. Bekannt sind auch die Landesgalerie, das Lentos Kunstmuseum Linz, das Nordico-Stadtmuseum Linz, das Ars Electronica Center Linz, das Museum Arbeitswelt Steyr, das Mühlviertler Schlossmuseum Freistadt, das Museum Angerlehner in Thalheim bei Wels und das Kubin-Haus in Zwickledt. Des Weiteren existieren zahlreiche kleinere Museen in den Gemeinden.

### Parkanlagen
In Oberösterreich bestehen derzeit vier historische Gartenanlagen, die seit dem 1. Jänner 2000 in die rechtliche Kompetenz des Bundes fallen und unter Denkmalschutz gestellt wurden. Zu den geschützten historischen Garten- und Parkanlagen gehören der Park der Kaiservilla Bad Ischl, die Gartenanlage der Villa Toscana in Gmunden, der Jugendstilpark am Linzer Bauernberg und der Park von Schloss Neuwartenburg (Timelkam). Darüber hinaus bestehen in Oberösterreich rund 160 historische Gartenanlagen, insbesondere als Teil von Schlossanlagen. Eine besonders hohe Anzahl historischer Parks besteht in der Landeshauptstadt Linz sowie in den Zentren der Sommerfrische des 19. Jahrhunderts in Bad Ischl und Gmunden.
Seit dem Jahr 2005 werden in Oberösterreich alle zwei Jahre Landesgartenschauen veranstaltet. Zielsetzung der Landesgartenschauen sind die Schaffung von Lebensräumen und Grünzonen unter umweltpolitischen und ökologischen Gesichtspunkten in den oberösterreichischen Gemeinden. Die Landesgartenschauen sollen dabei Gestaltungsmöglichkeiten in der Grünraum- und Siedlungsgestaltung sowie in der Gartenkultur aufzeigen. Die Auswahl der veranstaltenden Gemeinde erfolgt durch einen Fachbeirat. Landesgartenschauen wurden 2007 in Vöcklabruck, 2009 in Bad Schallerbach, 2011 in Ansfelden/Ritzlhof, 2015 in Bad Ischl („Des Kaisers neue Gärten“), 2019 in Aigen-Schlägl durchgeführt.

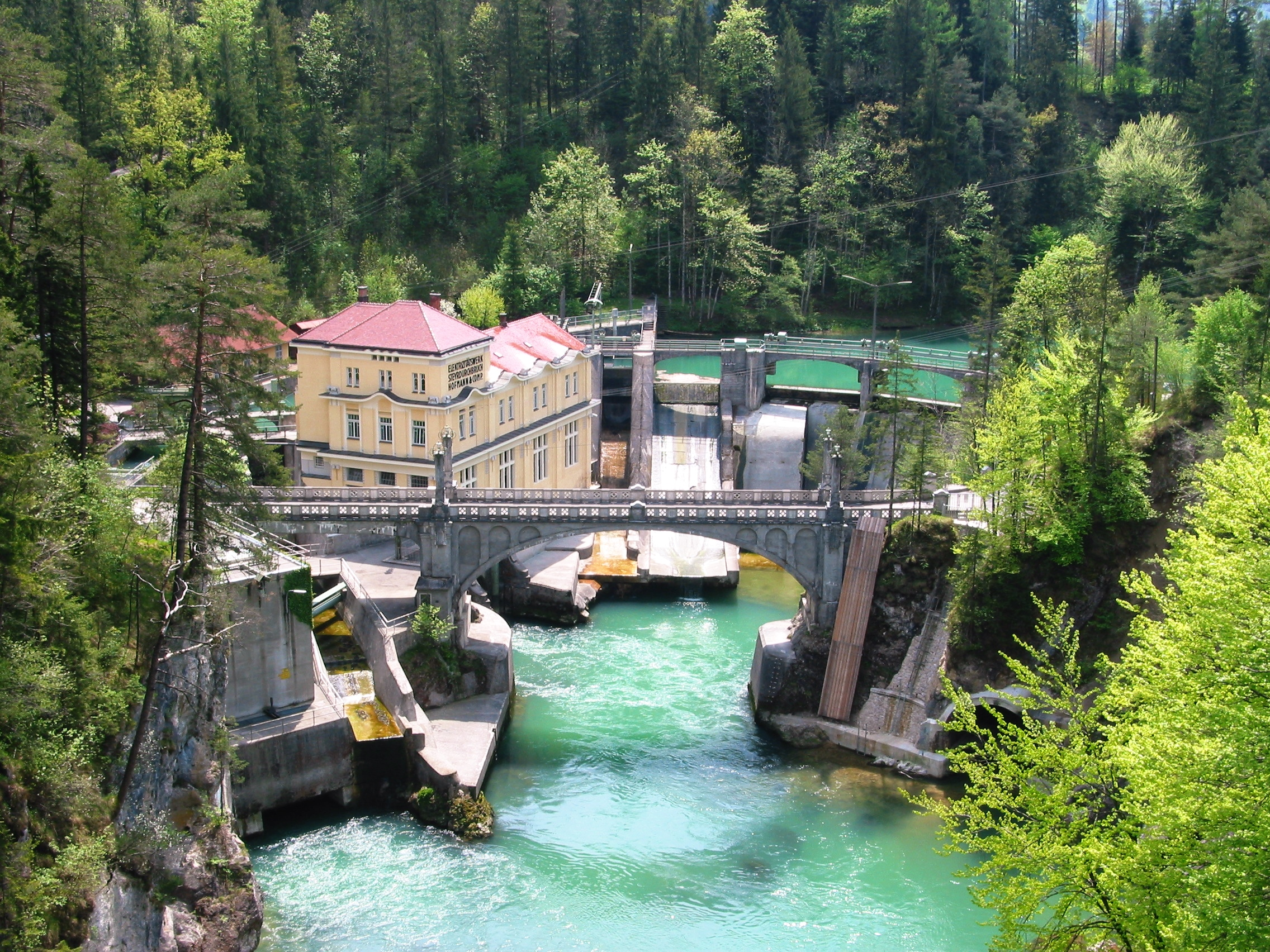
Kraftwerk Steyrdurchbruch

### Weitere Sehenswürdigkeiten
Bedeutende industrielle Baudenkmäler sind das von Mauriz Balzarek entworfene Jugendstilkraftwerk Steyrdurchbruch, das an der Grenze zu Bayern errichtete Donaukraftwerk Jochenstein und die im Stil der Neuen Sachlichkeit erbaute Tabakfabrik Linz.
Erwähnenswert sind auch die in der NS-Zeit in Linz erbauten Brückenkopfgebäude mit der Nibelungenbrücke und die zahlreichen Wohnsiedlungen dieser Zeit, sogenannte Hitlerbauten, in den Linzer Stadtteilen Urfahr, Bindermichl und Spallerhof sowie in Steyr-Münichholz.

### Kinos
In Oberösterreich gab es im Jahr 2012 27 Kinos mit 87 Kinosälen und rund 2,7 Millionen Kinobesuchen. Nach einem langjährigen Rückgang dieser Zahlen mit einem Tiefpunkt im Jahr 1992 mit nur 1,2 Millionen Kinobesuchen bzw. 1994 mit nur 60 Kinosälen stiegen die Zahlen seither wieder an und halten nun einen Wert, der ungefähr jenem vom Anfang der 1970er Jahre entspricht. Die Struktur hat sich jedoch zugunsten von Megaplex-Kinos und auf Kosten von Kleinkinos mit ein und zwei Sälen verändert, von denen es 2012 nur noch 16 gab. Demgegenüber stehen sieben Kinos mit drei bis fünf Sälen und vier Kinos mit mehr als sechs Sälen. Digitalprojektion wurde 2012 in 19 Kinos eingeführt.

## Varia
Aus dem alten Namen Oberösterreichs – Land ob der Enns – hat sich im Ungarischen die Beginnphrase von Märchen entwickelt. So wie im Deutschen die meisten Märchen mit „Es war einmal …“ beginnen, steht am Anfang der ungarischen Märchen meist „Messzi, messzi földön, még az operencián is túl“ (in einem fernen, fernen Land, jenseits von Ob der Enns). Auch kommt in ungarischen Märchen immer wieder das „operenciai tenger“ (das ob-der-Enns'ische Meer) vor, damit sind die Seen im Salzkammergut gemeint.
Der Asteroid (96506) Oberösterreich wurde 2008 zu Ehren des Landes Oberösterreich benannt.